# Prainha de Água de Alto
A Prainha de Água de Alto é uma praia portuguesa, localizada na freguesia açoriana de Água de Alto, município de Vila Franca do Campo, ilha de São Miguel.
Esta Praia apresenta-se dotada por um areal de areia fina e de tom claro com uma extensão que ronda os 180 metros, é vigiadas e detentora de Bandeira Azul. Tem parque de estacionamento nas imediações e balneários.
Tem nas imediações um bar de apoio e uma enquadramento paisagístico próprio que lhe advêm das falésias existentes nas proximidades.